# District Zero
District Zero è il terzo album del gruppo musicale power metal giapponese Aldious. È stato pubblicato il 13 ottobre del 2013 dalla BrightStar.
Sono stati anche prodotto i video per i brani White Crow e Scrash.

## Tracce
1. Scrash – 4:44
2. Misty Moon – 5:06
3. Ground Angel – 4:37
4. 夜桜 – 4:40
5. Escape – 3:32
6. Scabby Heart – 3:00
7. Desolate Love – 4:24
8. Raise Your Fist – 3:03
9. White Crow – 4:30
10. Re:peatedly – 3:33
11. 菊花 – 5:25